# آبشار اوردسا کاسکیدا
آبشار اوردسا کاسکیدا (به انگلیسی: Ordesa Cascada) آبشاری است که در اسپانیا واقع شده و ارتفاع کلی ریزشگاه آن ۱۲ متر است.